# Большое Горькое озеро
Большо́е Го́рькое о́зеро (араб. البحيرة المرة الكبرى‎, Эль-Муррат-эль-Кубра) — озеро в Египте. Расположено между северной и южной частями Суэцкого канала. Площадь около 250 км².
Оно примыкает к Малому Горькому озеру. Так как канал не имеет шлюзов, вода из Красного и Средиземного морей свободно пополняет ту воду, которая испаряется с поверхности озера.
Со времени Шестидневной войны 1967 года, когда работа канала была приостановлена, до 1975 года, когда фарватер был расчищен от мин, боеприпасов и обломков, в озере оказались заперты 14 судов. Эти корабли получили имя Жёлтой флотилии (англ. Yellow Fleet) по цвету песка, которым были занесены их палубы.